# EEC (entreprise)
Pour les articles homonymes, voir EEC.
Électricité de Calédonie, plus connu sous son sigle EEC, est une filiale d'Engie en Nouvelle-Calédonie. Elle est fondée en 1929, date à laquelle elle s'est vu confier, sous la dénomination d'Union électrique d'outre mer (UNELCO), la concession de la production et la distribution de l’énergie électrique de la ville de Nouméa.
En 2015, EEC gère la distribution d’électricité des communes de Nouméa, Mont-Dore, Dumbéa (partiel), Bourail, Kaala-Gomen, Canala, Thio, Koumac et Lifou pour un total de 64 000 clients. 
EEC assure également la maintenance et l’exploitation des installations de l’éclairage public des communes de Nouméa et du Mont-Dore. Les contrats établis avec les communes concèdent à EEC l’exclusivité du service public de distribution électrique ainsi que la gestion des investissements de distribution sous contrôle contractuel des concédants sur le territoire de la commune.

## Historique
La société UNELCO (Union Électrique d'Outre Mer) s'est implantée en Nouvelle-Calédonie le 9 mars 1929 avec le projet d'électrification de la commune de Nouméa. Elle signe une concession de 50 ans avec celle-ci le 25 novembre 1929. L'électricité fonctionne pour la première fois dans la capitale calédonienne le 16 avril 1932, et les quartiers sont tous progressivement raccordés au réseau par la suite. L'alimentation provient d'une centrale thermique autonome à moteur diesel construite au centre-ville, renforcée en 1953.   
Par la suite, s'y ajoute la production rachetée à la Société Le Nickel (SLN, qui dispose pour son usine métallurgique de Doniambo d'une centrale thermique au fioul à partir de 1970) ou à la société Enercal (créée en 1955 pour assurer la construction puis l'exploitation du barrage hydroélectrique de Yaté). Le passage au 220 volts se fait à partir de 1964. Une fois devenue une filiale de la Lyonnaise des Eaux et avoir obtenu également le contrat d'affermage de la distribution en eau pour certaines communes de banlieue ou de « Brousse » (Mont-Dore, Païta, La Foa, Bourail et Koumac), UNELCO est rebaptisée Électricité et Eau de Calédonie qui deviendra plus tard EEC.  
EEC s'étend avec de nouvelles concessions : 
- aux Nouvelles-Hébrides (devenues le Vanuatu après avoir accédé à l'indépendance en 1980) à partir de 1939. Il s'agit tout d'abord de la distribution d'électricité pour 40 ans, prolongé de 10 années supplémentaires en 1976 et sans cesse renouvelé par la suite, pour Port-Vila, à quoi va s'ajouter ensuite Luganville sur l'île d'Espiritu Santo à compter de 1990, Malekula et Tanna après 2000, ainsi que la distribution d'eau à partir de 1994. Les activités au Vanuatu vont être séparées de celle de Nouvelle-Calédonie à partir de 1987 : l'UNELCO y devient UNELCO - Union électrique du Vanuatu Limited, société sœur d'EEC puisqu'elle aussi filiale de la Lyonnaise des eaux. Le gouvernement du Vanuatu détient 9,5 % (de 1990 à 1994) puis 14,4 % (de 1994 à 2002) du capital de cette entreprise, avant de revendre ses parts en 2002 à EEC[1].
- à Wallis-et-Futuna à partir de 1975, d'abord pour l'île de Wallis puis celle de Futuna après 1987, à quoi s'ajoute également l'affermage pour l'eau à compter de 1986. Comme pour le Vanuatu, ces activités sont regroupées au sein d'une entreprise distincte, Électricité et eau de Wallis-et-Futuna (EEWF), filiale à 67 % d'EEC (le reste du capital étant détenu à 32 % par le territoire de Wallis-et-Futuna et à 1 % par d'autres actionnaires)[1].
- dans d'autres communes de la Nouvelle-Calédonie : d'abord dans les deux communes limitrophes de Nouméa qui se transforment en sa banlieue avec le Boom du Nickel des années 1960, le Mont-Dore et Dumbéa en 1970, mais aussi de manière plus limitée en « Brousse » (à Koumac en 1975, à Kaala-Gomen et à Bourail en 1976 et à Lifou en 1978)[2].

Le 1er octobre 1998, alors que la société mère, la Lyonnaise des Eaux, a fusionné l'année précédente avec le groupe Suez, celui-ci décide de réorganiser ses entreprises en Nouvelle-Calédonie en les recentrant sur leurs activités principales. EEC ne conserve ainsi que les services électriques, et transfère ses concessions pour la distribution en eau à une autre filiale de Suez, la Calédonienne des eaux (CDE), créée en 1989 et déjà responsable de ce service pour Nouméa et Dumbéa. 
De plus, EEC a développé à partir de 1990 son propre parc de production électrique, alors que sa dépendance à l'égard du rachat de l'énergie fournie par Enercal s'est accentué au cours des années. Elle s'investit dans les énergies renouvelables : 
- l'éolien avec d'abord des turbines éoliennes de moyennes puissances à Lifou à partir de 1992, remplacées dans cette même île par la ferme de Lexö avec 9 Vergnet en 2001, pour une puissance totale de 540 kW. EEC développe également la ferme du Mont Négandi au Mont-Dore, ouverte en 1996 avec d'abord 12 Vestas (2 700 kW), ce qui en fait à l'époque la plus grande de France, portée à 20 (4 500 kW) en 1999. Cependant, le passage du cyclone Erica, les 13 et 14 mars 2003, endommage fortement certaines d'entre elles et, depuis lors, seules 15 éoliennes sont maintenues en service au Mont Négandi (pour une puissance de 3 375 kW). EEC a de plus racheté en 2010 deux des cinq parc d'éoliennes construits par Aérowatt à partir de 2002 au sud de la commune du Mont-Dore[4] : Éole-Prony III (entré en production en janvier 2007, 20 éoliennes Vergnet pour une puissance de 5 500 kW) et Mont Mau (mis en service en janvier 2008, 15 Vergnet et 4 125 kW). Ainsi, la puissance totale des fermes éoliennes directement exploitées par EEC s'élevait en 2010 à 13,54 MW[5]. Grâce aux parcs du Mont Négandi et de Prony, 50 % de la consommation électrique annuelle du Mont-Dore était d'origine éolienne en 2010.
- le photovoltaïque, avec l'installation par EEC de centrales hybrides (solaires/diesel) à N'Gi et Ouara sur l'île Ouen (Mont-Dore)[6]. Tiga, île faisant partie de la commune de Lifou et donc du réseau EEC, est entièrement électrifiée par du photovoltaïque.

Enfin, en 2004, les différents acteurs de l'électricité en Nouvelle-Calédonie s'unissent pour la construction d'une centrale au charbon au Mont-Dore pour faire face à la montée de la demande des particuliers et à l'enjeu de l'alimentation de la future usine de Goro (qui commence sa production en 2009) : Prony-Énergies est ainsi détenue à 75 % par Enercal, à 15 % par la société sœur Elyo (elle-aussi filiale de GDF Suez, devenue en 2009 Cofely) et à 10 % par EEC.        

## Organisation
Le conseil d'administration comprend 12 membres, dont le président, cinq administrateurs issus du groupe Engie (ex-GDF Suez), cinq représentants du comité d'entreprise et un commissaire au compte, à savoir.

## Effectifs
EEC emploie 260 collaborateurs. 